# Stazione di Pescolanciano-Chiauci
La stazione di Pescolanciano-Chiauci è una fermata ferroviaria, posta sulla ferrovia Sulmona-Isernia, a servizio dei comuni di Pescolanciano e di Chiauci. Si trova nel comune di Pescolanciano e dista da Chiauci 5 km.

## Storia
La stazione venne attivata il 18 settembre 1897, in concomitanza con l'inaugurazione della tratta Cansano-Isernia. Fino al 1936 la stazione era denominata "Pescolanciano".
Nel 1914 alla stazione venne affiancato l'omonimo capolinea della ferrovia a scartamento ridotto (950 mm) Agnone-Pescolanciano, rompendo l'isolamento dell'Alto Molise con collegamenti delle Ferrovie dello Stato in coincidenza. Tale ferrovia venne danneggiata nel 1943 dai guastatori tedeschi in ritirata e mai riparata, determinandone così la sua dismissione. Il capolinea stesso della ferrovia non è più esistente.
La fermata non è più servita da alcun treno che effettua il servizio viaggiatori a partire dall'11 ottobre 2010, data di sospensione dell'esercizio regolare sulla tratta Castel di Sangro-Carpinone.
A partire dal 2014 la fermata è servita occasionalmente da treni turistici organizzati dalla Fondazione FS Italiane e dall'associazione Le Rotaie.

## Strutture e impianti
La fermata, ora a binario unico, è dotata di un fabbricato viaggiatori e di un magazzino merci. Il fabbricato viaggiatori si sviluppa su due livelli ed è tinteggiato di bianco. Il piano terra ospita i servizi per i viaggiatori, come la sala d'attesa. È gestita da Rete Ferroviaria Italiana, che la colloca nella categoria "Bronze".

## Movimento
Al 2007, l'impianto risultava frequentato da un traffico giornaliero medio di 5,5 persone. A partire dall'11 dicembre 2011, data di sospensione del servizio ordinario sulla tratta Sulmona-Isernia, la fermata non è più servita da alcun treno che effettua il servizio viaggiatori. Ciononostante, è attivo un servizio di bus sostitutivi tra le stazioni di Castel di Sangro ed Isernia, oltre che sul percorso della dismessa ferrovia Agnone-Pescolanciano.

## Servizi
- Sala d'attesa